# Tugonia nobilis
Tugonia nobilis is een tweekleppigensoort uit de familie van de Myidae. De wetenschappelijke naam van de soort is voor het eerst geldig gepubliceerd in 1856 door H. Adams & A. Adams.